# Патио

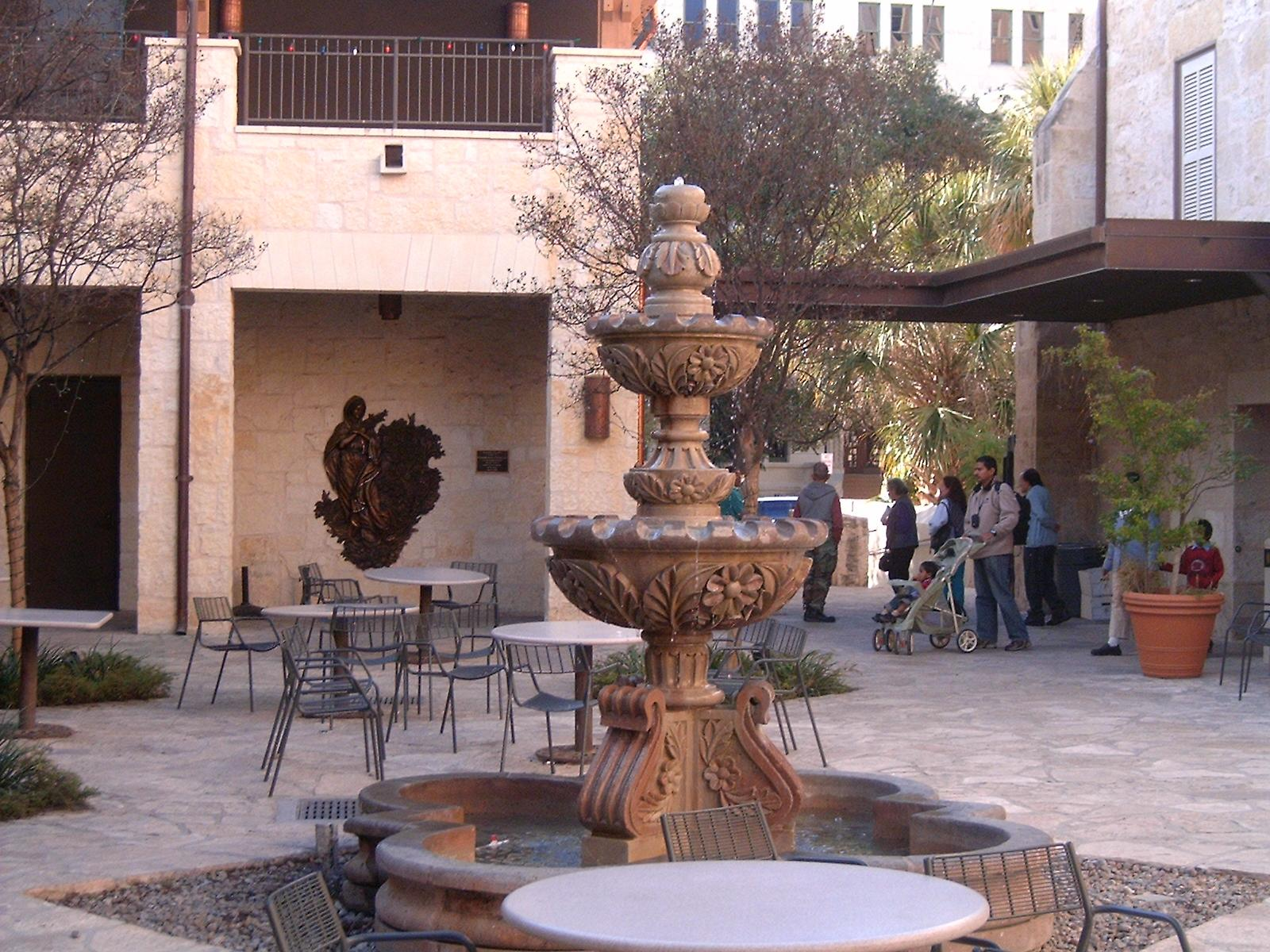
Внутренний двор — патио в испанском католическом соборе города Сан-Антонио, штат Техас

Па́тио (исп. patio на основе лат. pat через прованс. «pàtu») — открытый внутренний двор(ик) жилого помещения, с разных сторон окруженный стенами, галереями, воротами, решёткой и т. д. или же зелёной изгородью из деревьев и/или кустарников. Архитектура патио восходит к классическому перистилю, получившему широкое распространение во времена Античности и Средние века в средиземноморских странах (больше всего выделяется Испания), а затем и в Латинской Америке, а также в исламском мире. Патио впервые стал типичным предметом архитектуры и ландшафтного дизайна во владениях знати и горожан ещё во времена Римской империи, распространившись во времена ранней колониальной архитектуры и на другие континенты, в Средние века став классическим архитектурным элементом испано-мавританского стиля архитектурного мастерства. Впоследствии был перенят и другими, нероманскими культурами: США, Австралия (где термин патио иногда означает веранду).

## Описание
Патио включает:

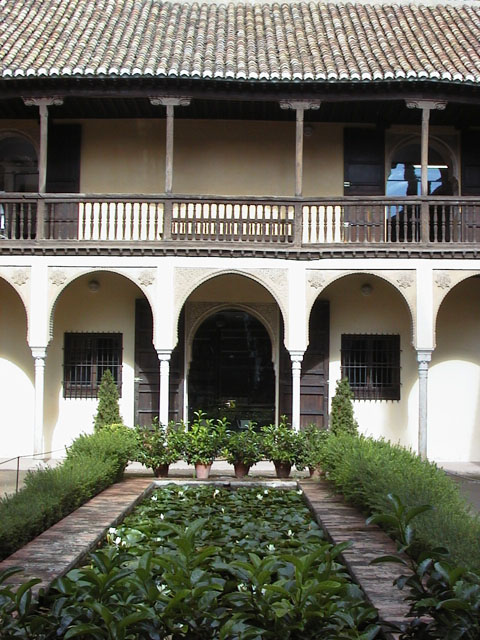
Патио

- небольшие площадки для отдыха или хозяйственных нужд;
- бассейн/фонтан/пруд;
- дренажную систему и сосуды для аккумуляции дождевой воды, которая является редкостью в субтропиках;
- озелененные участки в виде газона или цветника;
- коллекции растений, группы деревьев или кустарников.

Часто площадь патио вымощена терракотовой плиткой или же мощными цементными плитами. В центре патио обычно располагается фонтан, убранству присущи многочисленные декоративные элементы: водопады, цветы, клумбы, кусты, деревья, амфоры, фруктовые вазы, декоративная мебель, под навесами — ковры, подушки, лежанки, лежаки, укрытые сеткой. Над патио обычно видно типичное голубое средиземноморское небо, хотя иногда над патио или его частью устанавливается пергола, по которой пускают лозы винограда, плюща, вьюна для создания дополнительной тени и фильтрации прямых солнечных лучей. Во дворе патио имелись также клетки с певчими птицами, обитали павлины, фазаны, цесарки. Основная эстетическая цель патио — создать атмосферу защищённости от внешних угроз в неспокойных средневековых городах, навеять ощущения спокойствия, умиротворённости, романтизма, уюта и блаженства. Просторные, хорошо декорированные патио имелись в домах знати, особенно земельной аристократии: пол в патио старались украсить дорогими мозаиками. Но даже городская беднота и мещане старались хоть как-то облагородить свой внутренний двор, на котором часто проводились разнообразные торжества (фиеста), проводился обеденный отдых — сиеста и др. Патио имелись не только в жилом секторе, но также и в церквях, административных зданиях и т. д.